# صلصة نعناع
صلصة النعناع (بالإنجليزية: Mint sauce)‏ هي صلصة إنجليزية من النعناع، تقدم باردة مع لحم الخراف المشوي. وهي منتشرة في إنجلترا واسكتلندا وويلز، وتنتمي غلى المطبخ الإنجليزي.
وتحضر صلصة النعناع من أوراق النعناع الطازجة، حيث تخرط خرطا دقيقا وتغلى في ماء مغلي ويضاف إليها قليل من الخل والسكر البني، وأحيانا يضاف إليها عصير الليمون. وبعد تجهيزها تترك لتبرد وتتداخل المكونات مع بعضها لتكون صلصة ذات قوام .

## معرض صور

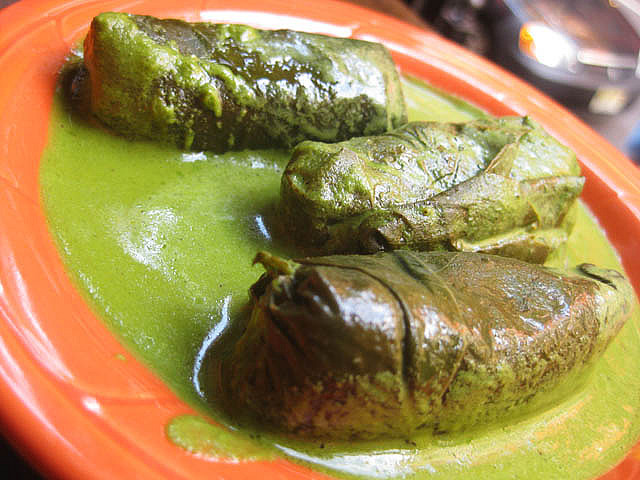
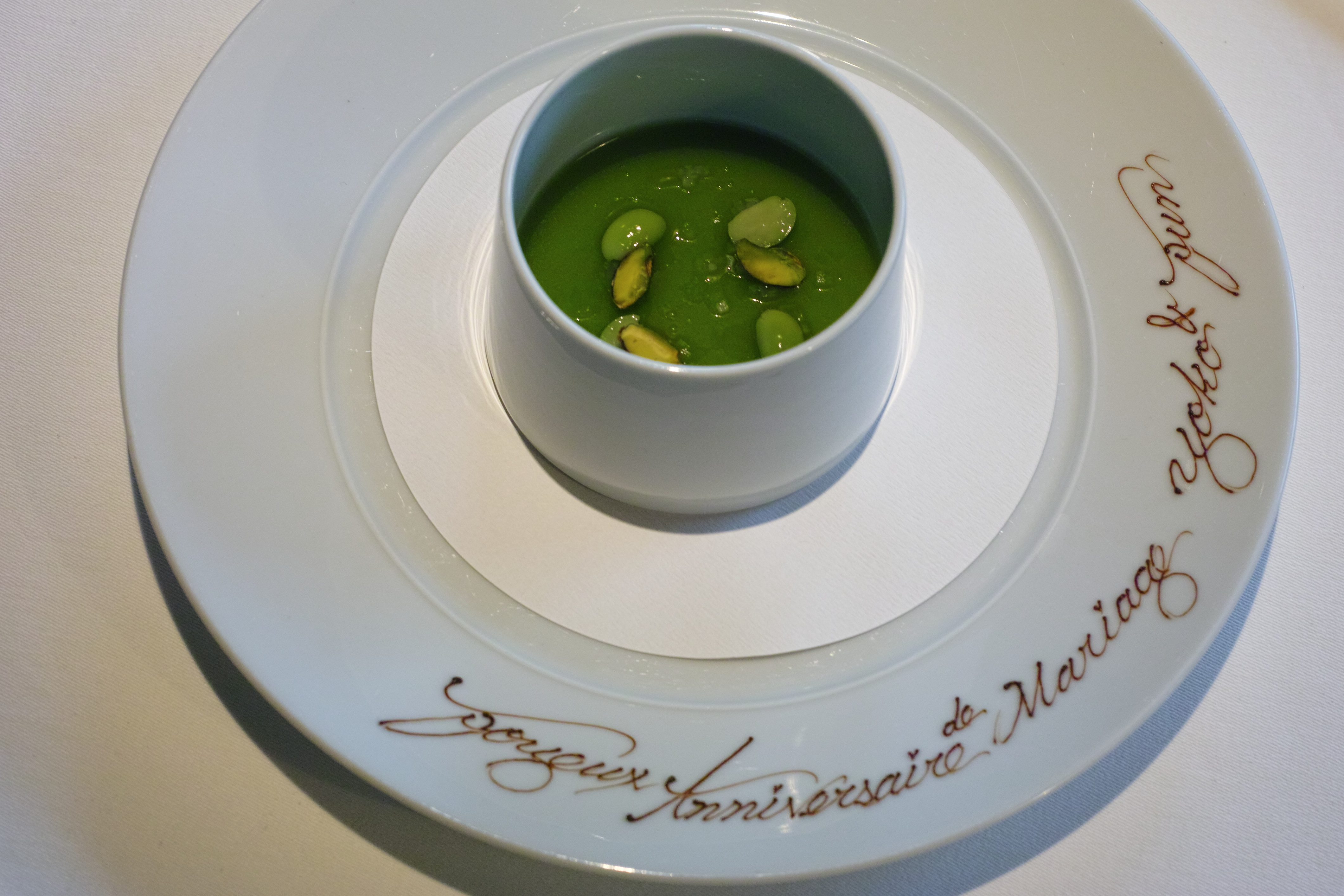
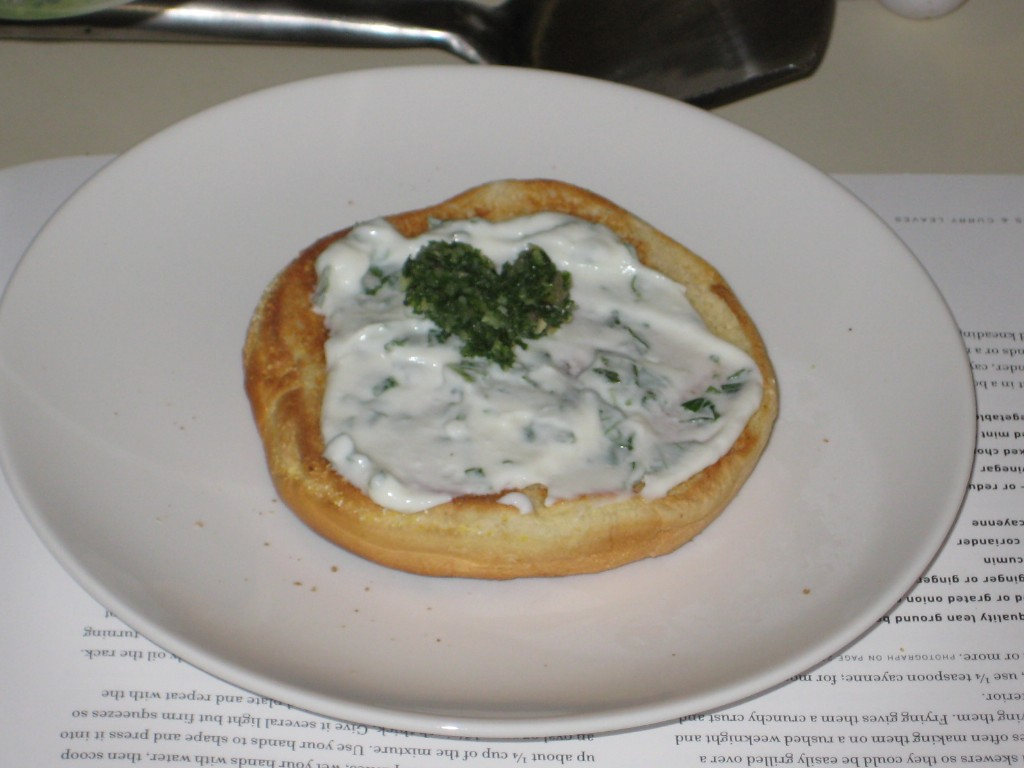

## اقرأ أيضا
- مطبخ إنجليزي
- مطبخ اسكتلندي
- مطبخ ويلزي

## وصلات خارجية
- James Martins' "Real Mint Sauce" Recipe from BBC Food
- Jo' Pratt's "Mint Sauce" Recipe from BBC Food
- "Mint Sauce" Recipe from blueworldgardener.co.uk